# Пассендорфер, Ежи
Е́жи Пассендо́рфер (пол. Jerzy Passendorfer; 8 апреля 1923, Вильно, Польша, ныне Вильнюс, Литва — 20 февраля 2003, Сколимов-Констанцин, Польша) — польский кинорежиссёр, сценарист и актёр.

## Биография
Во время оккупации в 1943—1945 играл в краковском подпольном театре. После освобождения учился на кинокурсах в Высшей театральной школе в Кракове, после чего работал оператором-хроникёром. В 1951 году окончил режиссёрский факультет в FAMU (Прага). В 1971—1972 годах был художественным руководителем киностудии «TOR». В 1972—1975 годах художественный руководитель творческого объединения «Панорама».
Похоронен на кладбище Старые Повонзки в Варшаве.

## Избранная фильмография

### Режиссёр
- 1954 — Пир Валтасара / Uczta Baltazara
- 1957 — Сокровище капитана Мартенса / Skarb kapitana Martensa
- 1958 — Покушение / Zamach
- 1959 — Сигналы / Sygnaly
- 1960 — Возвращение / Powrót (по роману Романа Братного «Счастливы под пыткой», в советском прокате «Поиски прошлого»)
- 1961 — Приговор / Wyrok (в советском прокате «Ещё один, которому нужна любовь»)
- 1963 — Взорванный мост / Zerwany most
- 1963 — Крещённые огнём / Skapani w ogniu (по одноимённой повести Войцеха Жукровского)
- 1964 — Цвета борьбы / Barwy walki
- 1965 — Выходной день справедливости / Niedziela sprawiedliwosci
- 1966 — Самозванец с гитарой / Mocne uderzenie
- 1968 — Направление: Берлин / Kierunek Berlin (в советском прокате «Плечом к плечу»)
- 1969 — Последние дни / Ostatnie dni
- 1969 — День очищения / Dzien oczyszczenia
- 1970 — Операция «Брутус» / Akcja «Brutus» (по повести Збигнева Ненацкого «Операция «Хрустальное зеркало»»)
- 1971 — Убейте паршивую овцу / Zabijcie czarna owce
- 1973 — Яносик / Janosik (сериал)
- 1974 — Победа / Zwyciestwo (смонтирован из фильмов «Направление: Берлин» и «Последние дни»»)
- 1986 — Чайки / Mewy

### Сценарист
- 1961 — Приговор / Wyrok (в советском прокате «Ещё один, которому нужна любовь»)
- 1968 — Направление: Берлин / Kierunek Berlin (в советском прокате «Плечом к плечу»)
- 1969 — Последние дни / Ostatnie dni
- 1974 — Победа / Zwyciestwo (смонтирован из фильмов «Направление: Берлин» и «Последние дни»»)
- 1986 — Чайки / Mewy

## Награды

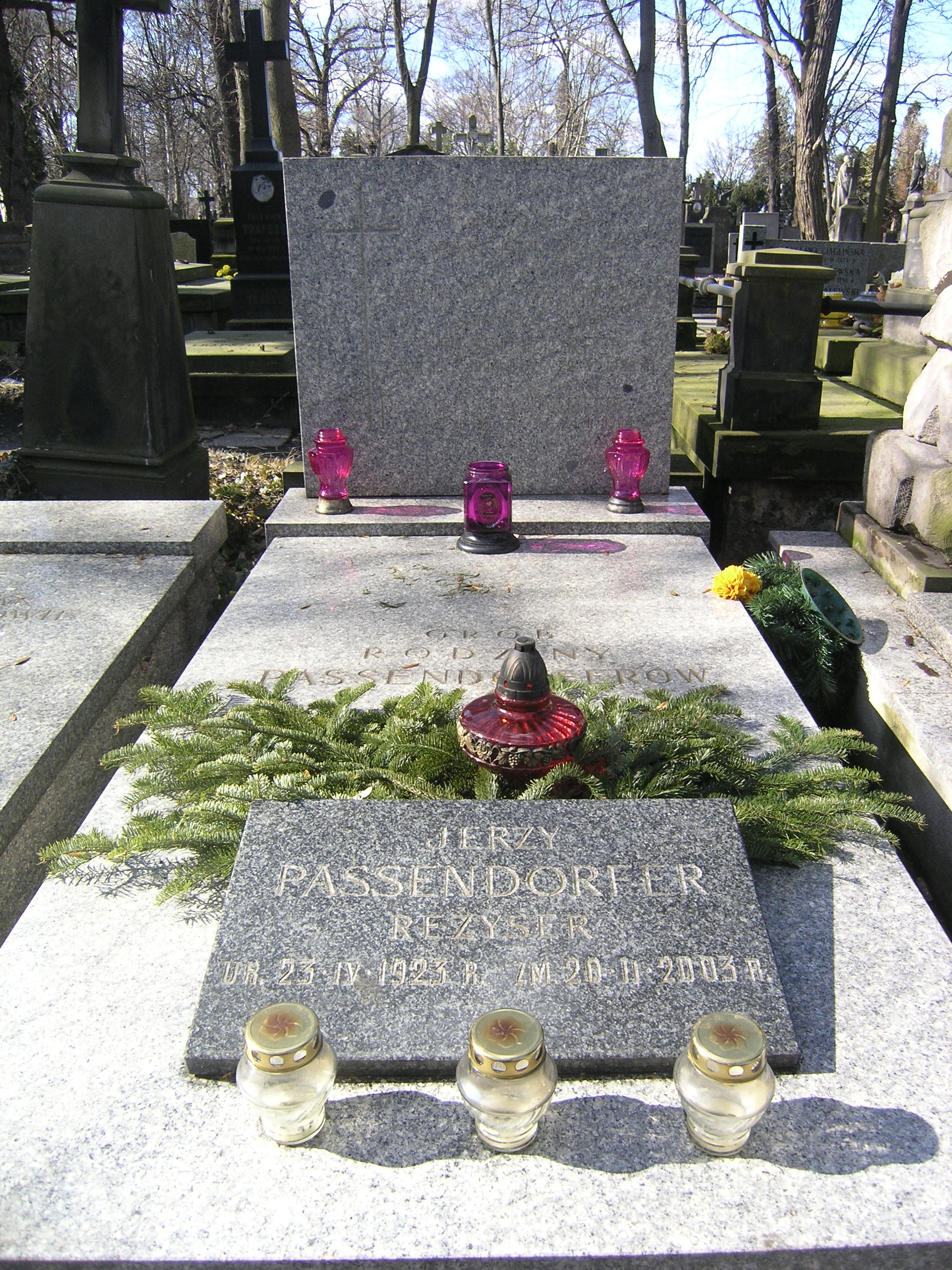
Могила Ежи Пассендорфера

- 1959 — Приз на Кинофестивале в Сан-Себастьяне («Покушение»)
- 1972 — Приз на Кинофестивале в Сан-Себастьяне («Убейте паршивую овцу»)
- Крест Заслуги
- Медаль «За заслуги при защите страны»